# Hakka sange
Hakka san'ge, die Berglieder der Hakka (chinesisch 客家山歌, Pinyin Kèjiā shāngē, Hakka: hak˥ka˦ san˦ kɔ˦) gehören zu den Elementen, die die Hakka-Kultur begründen. Es handelt sich dabei um ländliche Volkslieder in der Sprache der des Hakka-Volkes.
Die Themen der Lieder umfassen verschiedenste Aspekte des Lebens. Viele handeln von Liebe, aber es gibt genauso Lieder über richtiges Verhalten und lustige Erzähllieder.
In der Vergangenheit waren die Lieder auch Mittel der Brautwerbung. Und sie wurden benutzt, um in den gebirgigen Gegenden über größere Entfernungen zu kommunizieren. Die Melodien werden oft in einer höheren Stimmlage gesungen, wodurch sich der Schall besser verbreiten kann.
Die Hakka-Songs können als Improvisation, Kommunikationsmittel oder auch als persönlicher Gefühlsausdruck gestaltet sein. Oft beinhalten sie Rätsel, um daraus ein Spiel oder sogar einen Wettbewerb zu machen. Ein Herausforderer versucht in diesem Fall, das Rätsel in einer ähnlichen Melodie zu beantworten.
In Meixian (Moiyen) werden Wettbewerbe abgehalten, an denen Sänger aus ganz China und sogar aus Übersee teilnehmen.

## 九腔十八調 – Neun Abteilungen, Achtzehn Melodien
Die Sammlung Neun Abteilungen, Achtzehn Melodien (chinesisch 九腔十八調, Pinyin qiu qian shi ba diao) listet eine ganze Reihe von Liedern. Die "Neun Abteilungen" beziehen sich wohl auf die unterschiedlichen Sprachakzente, die in Südchina benutzt werden und sind benannt nach geographischen Bezeichnungen benannt. Die beziehen sich "Achtzehn Melodien" auf unterschiedliche Tonarten oder Melodien. So entsteht eine Liste, die als Merkhilfe funktioniert.
Die neun Abteilungen sind demnach:
- 海陸腔 – Hailu (qian)
- 四縣腔 – Sixian (Vier Grafschaften)
- 饒平腔 – Raoping
- 陸豐腔 – Lufeng
- 梅州腔 – Meizhou (Meixian)
- 松口腔 – Song kou
- 廣東腔 – Guangdong
- 廣南腔 – Guangnan
- 廣西腔 – Guangxi

und die achtzehn Melodien:
- 平板調 – Ping ban (diao)
- 山歌仔調 – Shan ge zi
- 老山歌調 （南風調） - Lao shan ge diao (Nan feng diao), Alte Shange-Melodien, Südlichste Melodien
- 思戀歌調 – Si lian ge
- 病子歌調 – Bing zi ge
- 十八模歌調 – Shi ba mo ge
- 剪剪花調 （十二月古人調） - Jin jin hua (shi er yue gu ren diao), Blumenschneiden – 12 Monde, Alter Mann
- 初一朝調 – Chu yi chao
- 桃花開調 – Tao hua kai, Pfirsichblüten öffnen sich – Formel für Heirat
- 上山採茶調 – Shang shan cai cha, Teepflücken auf dem Berg
- 瓜子仁調 – Gua zi ren, Gurken
- 鬧五更調 – Nao wu geng
- 送金釵調 – Song qin chai, Gib mir eine goldene Haarnadel
- 打海棠調 – Da hai tong, Schüttel Halls Apfel
- 苦力娘調 – Ku li niang, Mutter Kuli
- 洗手巾調、賣酒調 （糶酒） - Xian shou jin diao, Mai jiu, (Diu jiu); Handtuch, Schnaps kaufen
- 桃花過渡調 （撐船歌調） - Tao hua gao du (Chang chuan ge), Pfirsich blüht, die Temperatur steigt (Ein Boot befestigen)
- 繡香包調 – Xiu xiang bao, Gestickter Beutel

## Regionale Unterschiede
Die Hakkas bezeichnen sich selbst als "Bergvolk" bzw. ländliches Volk. Das Zentrum ihrer Kultur liegt in Guangdong und Guangxi. Doch durch jahrhundertelange Auswanderung sind sie mittlerweile über ganz Südostasien verbreitet und stellen einen großen Teil der Auslandschinesen.
daher gibt es auch bei den Shange' große regionale Unterschiede. Taiwan hat eine eigene Tradition (老山歌/過山調 gao shan diao; 大門聲/吊高聲 diu gao sheng; 新民庄調/番仔調 fan zi diao; 山歌指 shan ge ti; 平板調/改良調 ji liang diao) und in verschiedenen Gebieten Guangdongs gibt es teilweise erhebliche sprachliche Unterschiede: In Longchuan werden die Shange oft als "Streitlieder" (斗歌 dou ge) interpretiert. Die größte Vielfalt besitzt jedoch Meixian, wo die Lieder sehr oft als Duette gesungen werden.